# Lyudmyla Dzhyhalova
Lyudmyla Stanislavivna Dzhyhalova (en ukrainien : Людмила Станіславівна Джигалова), née le 22 janvier 1962 à Kharkiv, est une athlète ukrainienne spécialiste du 400 mètres.
Représentante de l'Union soviétique lors des Championnats du monde de 1991 de Tokyo, elle remporte l'épreuve du relais 4 × 400 mètres avec ses compatriotes Tatyana Ledovskaya, Olga Nazarova et Olga Bryzgina, devançant les États-Unis et l'Allemagne. L'année suivante, elle participe aux Jeux olympiques d'été de 1992 sous la bannière olympique de l'équipe unifiée des anciennes républiques soviétiques. Elle remporte la médaille d'or du relais 4 × 400 m aux côtés de Yelena Ruzina, Olga Nazarova et Olha Bryzhina.
Sa meilleure performance sur 400 m est de 50 s 76, réalisée le 25 août 1991 lors des Championnats du monde de Tokyo.

## Palmarès
- Championnats du monde d'athlétisme de 1991 à Tokyo :
  -  Médaille d'or du relais 4 × 400 m
- Jeux olympiques de 1992 à Barcelone :
  -  Médaille d'or du relais 4 × 400 m